# NGC 1434
NGC 1434 (другое обозначение — PGC 13804) — спиральная галактика в созвездии Эридана. Находится на расстоянии 463,5 миллиона световых лет от Земли.
Этот объект входит в число перечисленных в оригинальной редакции «Нового общего каталога».

## Открытие
Галактика была открыта в 1886 году астрономом Фрэнком Мюллером с помощью 26-сантиметрового рефрактора.